# Dryopsis mariformis
Dryopsis mariformis là một loài thực vật có mạch trong họ Dryopteridaceae. Loài này được (Rosenst.) Holttum & P.J. Edwards miêu tả khoa học đầu tiên năm 1986.